# Cónclave de 1280-81
Las elecciones papales de 1280-81 (22 de septiembre–22 de febrero) eligieron a Simón de Brion, que tomó el nombre de papa Martín IV, como sucesor del papa Nicolás III.
La prolongada elección es singular debido a la violenta destitución de dos cardenales —Matteo Orsini y Giordano Orsini— por parte de los magistrados de Viterbo, acusados de obstaculizar la elección. Tan solo una década antes, los magistrados de Viterbo habían intervenido en la elección papal de 1268-1271, retirando las tejas del Palacio de los Papas de Viterbo para acelerar otra contienda estancada. La expulsión de los Orsini y la posterior elección de Simón se debieron a la influencia de Carlos I de Nápoles («Carlos de Anjou»).

## Contexto
La anterior reunión de los cardenales, la elección papal de 1277, se había prolongado durante seis meses, ya que los seis cardenales electores (el número más bajo en la historia de la Iglesia Católica Romana) estaban divididos equitativamente entre las facciones romana y angevina. El anciano Giovanni Gaetano Orsini fue elegido papa Nicolás III, para descontento de Carlos I de Nápoles (cuyos intereses contaban con el apoyo de los tres cardenales franceses).
Anteriormente, el papa Clemente IV había coronado a Carlos I rey de Nápoles y Sicilia (anteriormente un feudo papal), pero no había logrado llenar suficientemente el Colegio Cardenalicio con cardenales de ideas afines. Después de la muerte de Clemente, la elección papal, 1268-1271, fue la más larga en la historia de la Iglesia católica romana, eligiendo finalmente al forastero Teobaldo Visconti como el papa Gregorio X, quien se ocupó de su papado con poco más que la defensa de las Cruzadas (habiendo sido elegido sin ser cardenal en las Cruzadas). 
Aunque Gregorio X había emitido una bula papal "Ubi Periculum" (1274), que ordenaba la restricción del cónclave papal para acelerar las elecciones papales disputadas, la bula no estaba en vigor en el momento de esta elección, habiendo sido suspendida por el papa Adriano V y revocada por el papa Juan XXI.

## Actas
Desde el comienzo del cónclave, la facción antiangevina, compuesta en su mayoría por cardenales creados por Nicolás III, que controlaban muchos puestos clave en el Colegio e incluían a tres cardenales Orsini, se había consolidado como un bloque de votación inquebrantable.
El avance en el punto muerto llegó cuando Carlos I reemplazó a Orso Orsini, el podestà de Viterbo, por Riccardello Annibaldi, quien procedió a irrumpir en la elección y arrestar y destituir a los cardenales Orsini, lo que permitió a la facción pro-angevina y a los partidarios de Aldobrandeschi impulsar la elección de Simón de Brion, el candidato favorito de Carlos, como papa [[Martín IV. Giordano, el líder de la facción antifrancesa, y su sobrino Matteo, fueron encarcelados, acciones que aseguraron que el nuevo papa francés no encontraría ninguna bienvenida al regresar a Roma. De hecho, Martín IV nunca puso un pie en Roma durante su papado de cuarenta y nueve meses.

## Consecuencias
La tumba de Carlos I de Nápoles ("Carlos de Anjou"), quien diseñó la elección de Martín IV y ejerció considerable influencia sobre él.
El encarcelamiento de los cardenales provocó un interdicto sobre la ciudad de Viterbo. Como resultado del interdicto y de la hostilidad de la ciudad de Roma hacia un pontífice favorable a los angevinos, Martín IV se vio obligado a trasladar la Curia Romana a Orvieto, donde fue coronado el 23 de marzo de 1281. Entre las primeras medidas de Martín IV se encontraba destituir de cargos prominentes a los cardenales Orsini, sobrinos de su predecesor, Nicolás III, y reemplazarlos por candidatos franceses y profranceses.
Martín IV permaneció dependiente de Carlos durante todo su papado; poco después de su coronación, el 29 de abril nombró a Carlos senador romano y colaboró en sus intentos de restaurar el Imperio latino, incluso mediante la excomunión del emperador bizantino Miguel VIII Paleólogo. Este último acto resultó en la ruina de la frágil unión de Oriente y Occidente negociada en el Concilio de Lyon en 1274. El apoyo de Martín IV a Carlos continuó después de las Vísperas Sicilianas, cuando Martín IV excomulgó a Pedro III de Aragón, recientemente elegido rey por los sicilianos, y además declaró nulo su reinado en Aragón y ordenó una cruzada contra él, que resultó en la consiguiente Guerra de las Vísperas Sicilianas.
Los primeros siete cardenales nombrados por Martín IV eran franceses, pero el hecho de que la muerte de Martín IV coincidiera con la de Carlos I inevitablemente comenzó a debilitar la influencia francesa.